# مي عامي
مي عامي أو ميعامي (بالعبرية: מֵי-עַמּי) هي مستوطنة إسرائيلية أو كما يُشار إليها قرية زراعية يهودية (موشاف) تقع في منطقة المثلث الشمالي بالقرب من وادي عارة، وتحديدًا جنوب مدينة أم الفحم. تأسست أواخر 1963 على يد جنود ناحال لتكون جزءًا من مستوطنات ناحال. تتبع إداريًا إلى منطقة حيفا ويدير شؤونها مجلس منشة الإقليمي. يبلغ عدد سكانها نحو 363 نسمة وفقًا لإحصائيات عام 2021.

## خلفية
في أغسطس 1962 حدثت بلبلة في مكتب السياحة التابع لبلدية بئر السبع بعد زيارة رجل أعمال صهيوني إليه من ميامي بيتش في الولايات المتحدة. وقال إنه تبرع العام الماضي بمبالغ مالية لصندوق القومي اليهودي "كيرن كييمت" لإنشاء مدينة في النقب تسمى ميامي. خلال زيارته لإسرائيل، أراد زيارة المدينة ورؤية تقدمها "بأم عينيه". لكن لم يكن المسؤولون في بلدية بئر السبع على علم بوجود مثل هذه المدينة في النقب، وبحسب جوابهم استنتج رجل الأعمال إلى أن "اليهود الطيبين" في الولايات المتحدة قد تم خداعهم. بعد التحقق من الأمر اتضح أنه هناك بالفعل منطقة في البلاد تحمل اسم ميامي لكن بتهجئة عبرية للاسم "مي-عامي"، وهذه المنطقة ليست في النقب بل في وادي عارة "ناحل عيرون" في المثلث. واستمرت الجالية اليهودية لسنوات عديدة بالتبرع للصندوق القومي اليهودي بهدف استثمار تلك الأموال في تنفيذ مشاريع تطوير وبنية تحتية في مي عامي.

## التأسيس

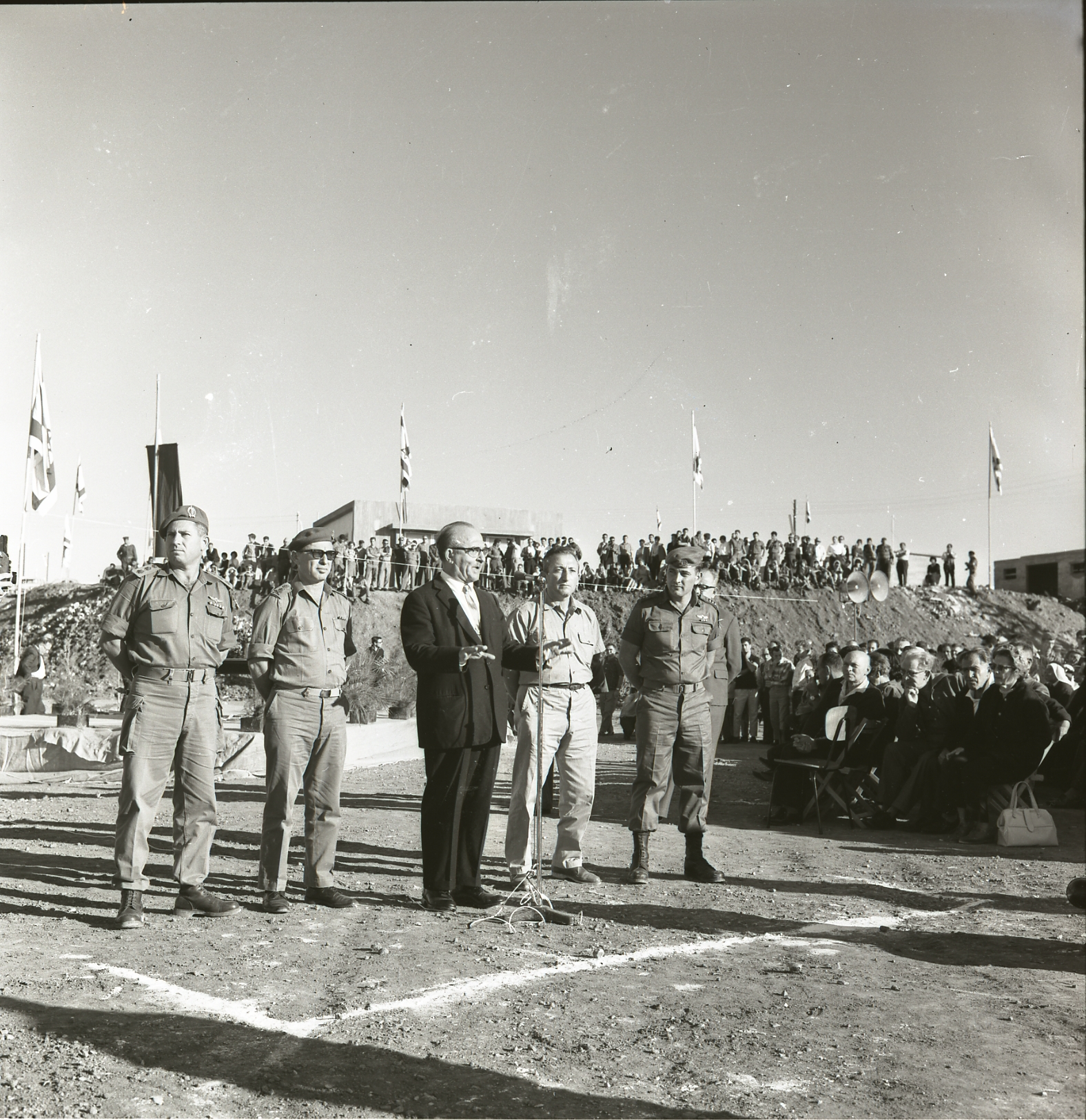
مراسم تأسيس مي عامي على يد جنود ناحال بحضور رئيس الوزراء ليفي أشكول.

عندما اُختير موقع مستوطنة مي عامي، أصدرت السلطات قرارًا بمصادرة مئات الدونمات من الأراضي التي كانت مملوكةً لأصحابها العرب، وأعلنت المنطقة منطقة مُغلقة. كما قامت بمنع الفلاحين من الوصول إلى أراضيهم وبساتينهم، وقامت بقلع آلاف أشجار الزيتون وغيرها من الأشجار المثمرة التي كان أصحابها قد زرعوها منذ عقود.
في 28 نوفمبر 1963 تأسست مي عامي باحتفال رسمي حضره رئيس الوزراء ليفي أشكول وقائد الجيش وممثلو هيئات الاستيطان في البلاد وبعض المدعوين من أم الفحم. في عام 1969 تحولت مي عامي إلى كيبوتس، وفي عام 1971 تحولت إلى موشاف تعاوني "موشاڤ شيتوفي"، وفي عام 2006 قرر أعضاء الموشاف بعد تصويت داخلي تحويله إلى موشاف عمال "موشاڤ عوڤديم".
عند إقامة مي عامي لم يكن هناك أي مستوطنات يهودية في الجوار، لهذا في أواخر السبعينيات ومن أجل إخراجها من عزلتها، تقرر إنشاء مستوطنات يهودية في المنطقة وهذه المستوطنات هي ريحان، وحنانيت، وحريش، وكتسير.

### البناء
في عام 1973 بدأ بناء 16 وحدة سكنية تم تصميمها بشكل متماثل باستخدام الخرسانة المسلحة، حيث بلغت مساحة كل وحدة نحو 64 م²، وقد قامت بأعمال البناء شركة "سوليل بونيه". وفي العام التالي، تم بناء 10 وحدات سكنية أخرى، ولكن هذه المرة باستخدام حجارة البناء (بلوك)، وكانت مساحة كل وحدة 73 م². كما تم أيضًا إقامة روضة أطفال وفيما بعد تم بناء قاعة رياضية.
في عام 1980 تم إضافة 20 وحدة سكنية أخرى بمساحة تقدر بـ 118 م² لكل منها. انتقلت العائلات القديمة إلى هذه المنازل الجديدة، وقامت بتجديد وتوسيع المنازل القديمة حيث أصبح مساحة بعضها 136 م². بينما بقيت بقية المنازل فارغة أو اُستخدمت لأغراض مختلفة حتى عام 1994 حيث تقرر ترميمها وتأجيرها. كما جرى بناء مبنى آخر متعدد الأغراض، فيه عيادة، دكان، نادي أعضاء، سكرتارية، وقاعة محاضرات. وأيضًا تم إنشاء حضانتين لرعاية الأطفال من جيل سنة وحتى 3 سنوات.

## الموقع
تقع مي عامي على منحدرات جبال أم الفحم المطلة على وادي عارة على بعد حوالي 4 كم شمال محمية أم الريحان، ويصل متوسط ارتفاعها إلى حوالي 463 مترًا فوق سطح البحر. ترتبط مي عامي بشبكة النقل عبر الطريق الإقليمي 6535 ومنه يمكن الوصول إلى الطريق السريع 65 على مسافة 5 كم من بوابة الموشاف. تبعد مي عامي حوالي 30 كم إلى الشرق من ساحل البحر الأبيض المتوسط، وحوالي 45 كم إلى الجنوب الشرقي من مدينة حيفا. وتبلغ مساحتها حوالي 3,500 دونم.

## السكان
يبلغ عدد سكان مي عامي نحو 363 نسمة منهم 186 ذكرًا و177 أنثى وفقًا لإحصائيات عام 2021. وهي مستوطنة معظم سكانها علمانيون. يعمل معظمهم في فروع الزراعة المختلفة مثل: الدفيئات الزراعية، القطن، حظائر الدجاج، البساتين والمزروعات، والبعض يعمل في القطاع الصناعي. في عام 2019، صُنفت مي عامي في الدرجة التاسعة من أصل عشر درجات على المؤشر الاجتماعي-الاقتصادي (1 منخفض جدًا — 10 مرتفع جدًا).
يُظهر الجدول التالي نمو عدد السكان على مر السنين: